# Kivilompolo
Kivilompolo är en sjö i Kiruna kommun i Lappland och ingår i Torneälvens huvudavrinningsområde. Sjön har en area på 0,165 kvadratkilometer och ligger 355 meter över havet. Sjön avvattnas av vattendraget Rakisätno.

## Delavrinningsområde
Kivilompolo ingår i det delavrinningsområde (758521-166912) som SMHI kallar för Inloppet i Niskajärvi. Medelhöjden är 357 meter över havet och ytan är 5,84 kvadratkilometer. Räknas de 15 avrinningsområdena uppströms in blir den ackumulerade arean 329,68 kvadratkilometer. Rakisätno som avvattnar avrinningsområdet har biflödesordning 2, vilket innebär att vattnet flödar genom totalt 2 vattendrag innan det når havet efter 458 kilometer. Avrinningsområdet består mestadels av skog (74 procent) och sankmarker (21 procent). Avrinningsområdet har 0,21 kvadratkilometer vattenytor vilket ger det en sjöprocent på 3,5 procent.